# Mai-mai
Mai-mai är ett samlande namn för en rad milisgrupper, bland hutu-folket i Kongo-Kinshasa, som deltagit i andra Kongokriget.
I maj 2007 dödade mai-mai-soldater en naturvårdare i Virunga nationalpark och hotade att döda bergsgorillor om regeringen slog tillbaka.
Numera är de främst aktiva i Norra och Södra Kivu, där de bekämpar den regeringsfientliga CNDP-gerillan.